# 평극 (연극)

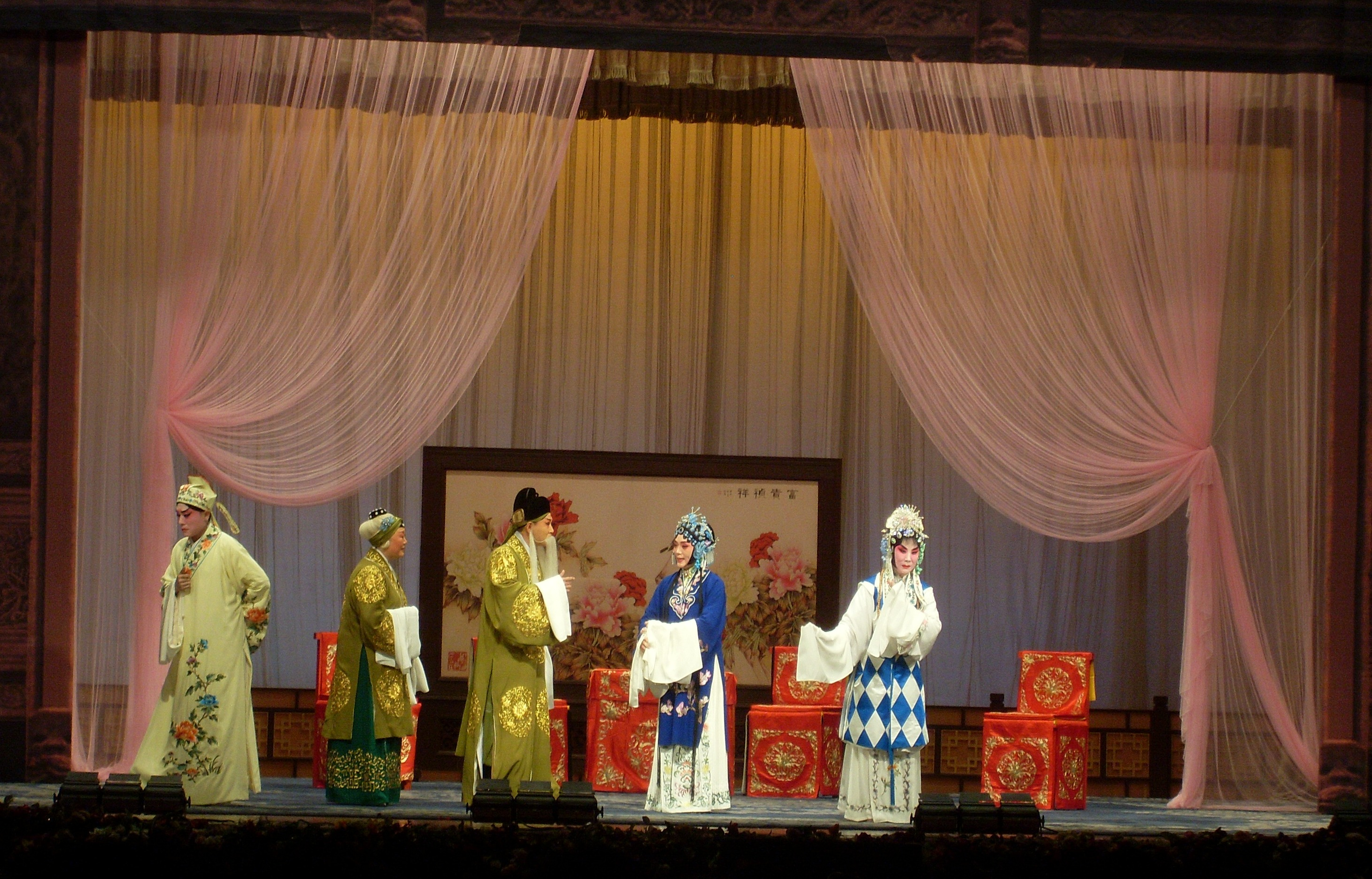
평극 도화암(桃花庵)(톈진 중국대극원에서)

평극(評劇)는 화북 및 만주 지역에서 널리 상연되는 중국의 지방극(地方劇) 중 하나이다. 현대 북경어로 전해지는이 연극은 중국의 5대 연극(다른 사람은 경극, 월극, 황매희(黃梅戲), 예극(豫劇))도 꼽힌다.
청나라 말기 하북성 농촌에서 시작된 것으로 알려져 이것이 당산시에 들어가 "당산락자(唐山落子)"로 발전하고 1920년대에는 만주에서도 유행하고 1930년 신극(新劇)·경극의 장점도 도입 해 대표 인 배우를 배출했다. 1950년대 들어 더욱 발전하여 전국에서 활약하고있다. 평극의 극장을 평극원(評劇院)라고하며 중국 평극 대극원(中國評劇大劇院, 베이징), 하얼빈 평극원, 선양 평극원을 포함한다.
대표적인 작품에는 '진향련(秦香蓮)', '작은 사위(중국어: 小女婿)', '도화암(桃花庵)'등이있다.

## 같이 보기
- 중국의 고전극